# Typhon (Schiffbau)

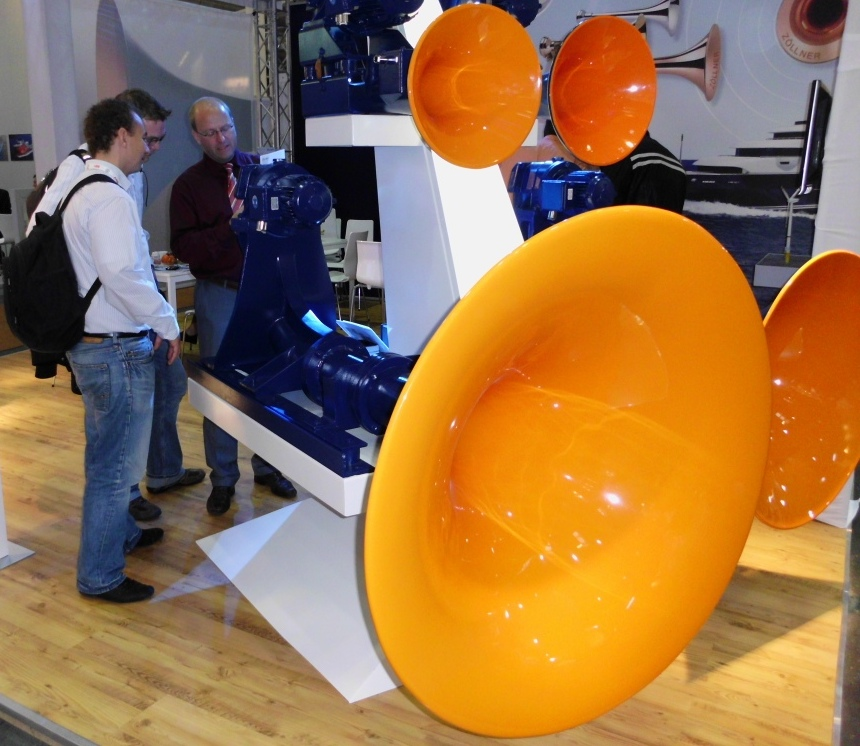
Schiffstyphons verschiedener Größe

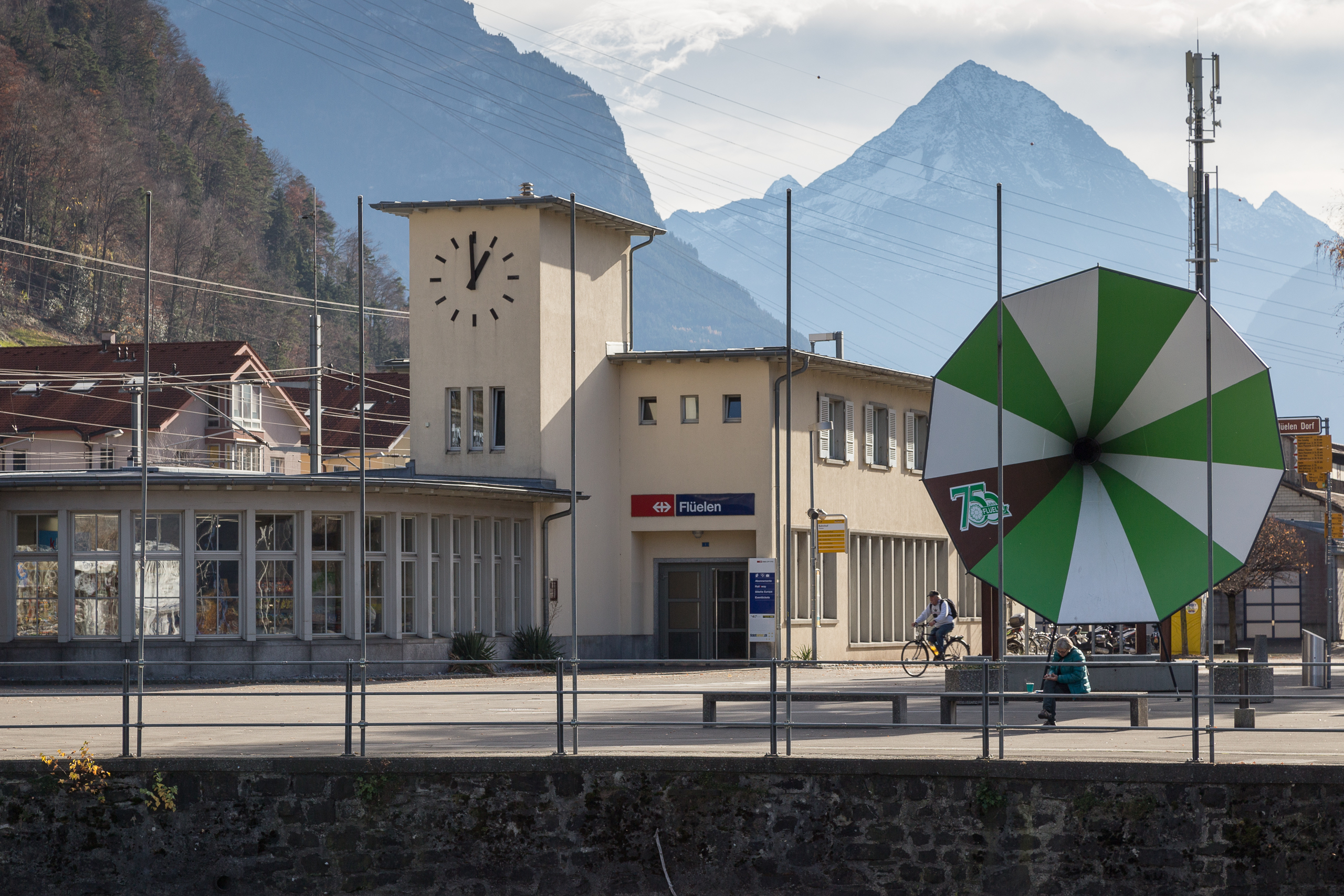
Horn von Flüelen

Mit dem Begriff Typhon wird ein akustisches Signalgerät benannt, das insbesondere als Schiffs- bzw. Nebelhorn eingesetzt wird. Die Bezeichnung geht auf den schwedischen Ingenieur Helge Rydberg (1887–1968) zurück, der das Gerät 1920 als „Tyfon“ patentieren ließ. Unter diesem Markennamen wird es bis heute vom schwedischen Hersteller Kockum Sonics produziert.
Hinsichtlich der Signalerzeugung unterscheidet man zwischen pneumatischen und elektrischen Systemen. Typhone werden in vier Klassen eingeteilt, wobei Grundfrequenzen und Schallpegel der Tonsignale in Abhängigkeit zur Länge des Schiffes vorgeschrieben werden (Internationale Kollisionsverhütungs-Regeln, 1972 (COLREG) – Anlage III: Technische Einzelheiten der Schallsignalanlagen).
| Klasse | Schiffslänge | Frequenz   | Schallpegel * | Signalreichweite |
| I      | ab 200 m     | 70–200 Hz  | 143 dB        | 2 sm             |
| II     | 75–199 m     | 130–350 Hz | 138 dB        | 1,5 sm           |
| III    | 20–74 m      | 250–700 Hz | 130 dB        | 1 sm             |
| IV     | unter 20 m   | 250–700 Hz | 120 dB        | 0,5 sm           |

Das mit 12 Metern Länge angeblich größte Schiffshorn der Welt soll im Jahr 2015 auf dem Vierwaldstättersee in der Schweiz, anlässlich der 750-Jahr-Feier der Gemeinde Flüelen, zum Einsatz gekommen sein.